# Oleszno (województwo kujawsko-pomorskie)
Oleszno – wieś w Polsce położona w województwie kujawsko-pomorskim, w powiecie lipnowskim, w gminie Wielgie.

## Podział administracyjny
Do 1930 roku istniała gmina Oleszno. W latach 1975–1998 miejscowość położona była w województwie włocławskim.

## Demografia
Według Narodowego Spisu Powszechnego (III 2011 r.) liczyła 391 mieszkańców. Jest 6. co do wielkości miejscowością gminy Wielgie.